# 팔레

팔레의 위치

팔레(세르비아어: Пале, Pale, 크로아티아어: Pale, 보스니아어: Pale)는 보스니아 헤르체고비나를 구성하는 지방 자치체로, 행정 구역상으로는 스릅스카 공화국에 속하는 도시인 이스토치노사라예보를 구성하는 지방 자치체 가운데 한 곳이다. 면적은 492km2, 지방 자치체 인구는 30,000명(2006년 기준)이며 사라예보(보스니아 헤르체고비나의 수도) 남동쪽에 위치한다.